# Сальпингэктомия

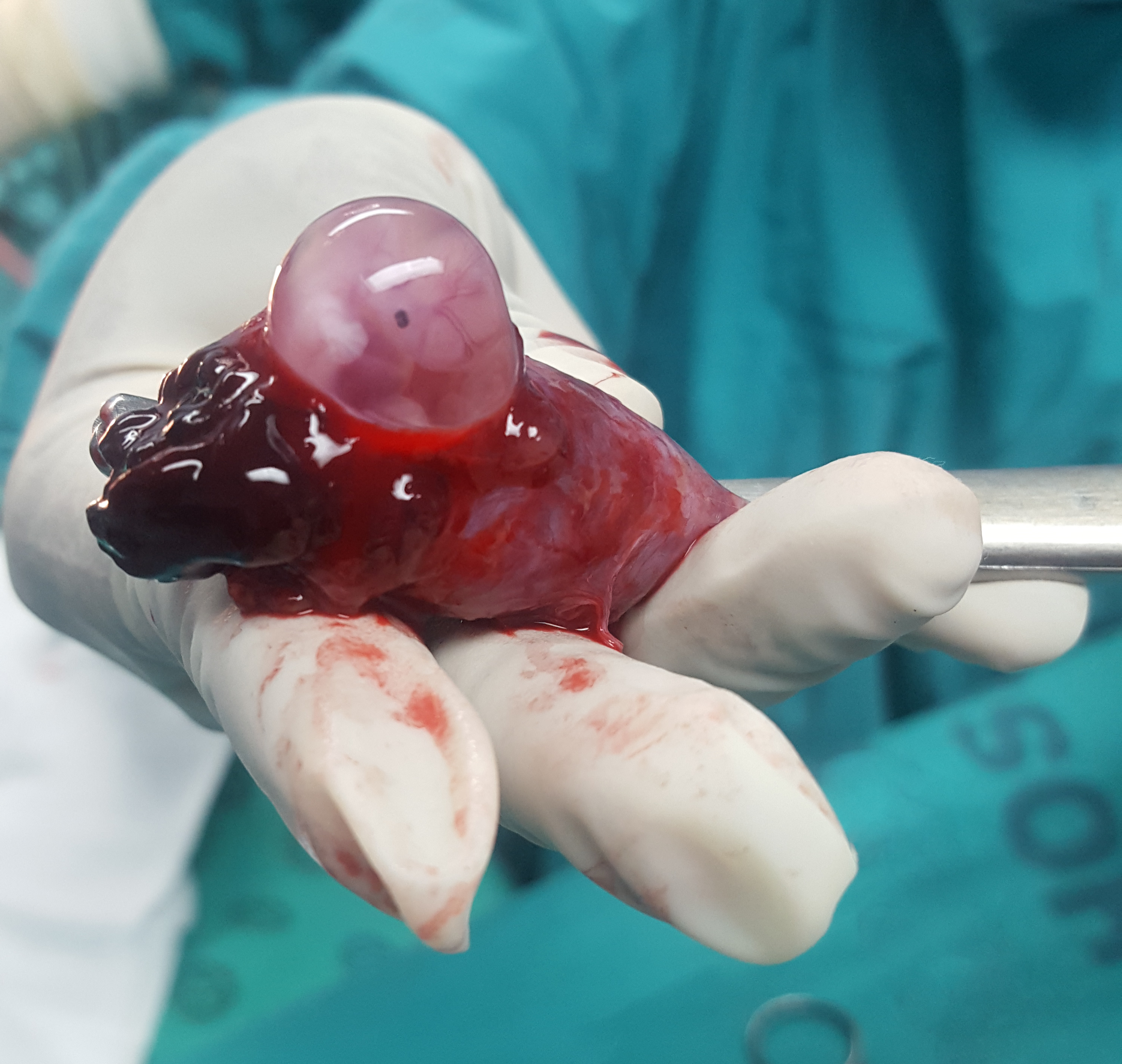
Удалённая левая труба при трубной беременности у 25-летней женщины

Сальпингэктоми́я (от др.-греч. σάλπιγξ — «труба» и ἐκτομή — «вырез») — хирургическая операция по удалению маточной трубы.
Операция проводится при трубной беременности, злокачественных и доброкачественных новообразованиях яичников, синдроме поликистозных яичников, а также при наличии мешотчатых воспалительных образований маточной трубы — пиосальпинксе, гидросальпинксе и гематосальпинксе (показанием к экстренному оперированию является разрыв или перфорации маточной трубы в пиосальпинксе и её перекрут при гидросальпинксе). Сальпингэктомия также проводится транс-мужчинам при хирургической коррекции пола. При этом операция может сочетаться с удалением яичников (сальпингоофорэктомия) и удалением матки (гистеросальпингоэктомия).